# Timișoara - Capitală Europeană a Culturii în 2023
Timișoara 2023 sau TM2023 este seria de evenimente culturale derulate în 2023 - an în care Timișoara a fost Capitală Europeană a Culturii, alături de orașele Eleusina și Veszprém.

## Istoric și organizare

### Istoric
Desemnarea oficială a Capitalelor Culturale Europene a început în 1985, cu scopul de a construi legături între cetățenii Uniunii Europene prin celebrarea atât a diversității culturii europene, cât și a istoriei și valorilor sale comune. Seria de evenimente este, de asemenea, considerată o oportunitate pentru ca un oraș sau o regiune să își consolideze profilul internațional și să stimuleze reînnoirea urbană prin investiții în cultură și turism. 
Până în prezent, peste 40 de orașe au fost desemnate Capitale Europene ale Culturii.

### Candidatura
Timișoara a intrat oficial in competitia natională și europeană de desemnare a Capitalelor Europene ale Culturii în 20 decembrie 2012, adică exact la 23 de ani de când devenea primul oraș românesc liber de  comunism. Momentul a fost marcat inclusiv prin spectacole. Alte 3 orașe românești au intrat în competiția națională: Baia-Mare, București, Cluj-Napoca.
Orașul a câștigat titlul de Capitală Europeană a Culturii în 2021 în 16 septembrie 2016, cu un dosar depus de Asociația Timișoara Capitală Culturală, condusă de Simona Neumann și având drept cu slogan „Luminează orașul prin tine”. S-a mizat pe armonia multiculturală a Timișoarei, dar acțiunile îi implică pe locuitorii întregii regiuni istorice Banat, nu doar din România, ci și din Serbia și Ungaria. Anunțarea câștigării titlului a fost făcută un juriu international delegat al UE, într-o conferință de presă organizata la sediul Bibliotecii Naționale a României.
În condițiile pandemiei de coronavirus în12 iunie 2020 Asociația Timișoara Capitală Culturală, chiar dacă orașul era pregătit  să fie capitală europeană a culturii în 2021, anunță că dacă evenimentele se vor amâna,  orașul se oferă și este pregătit să găzduiască evenimentele în 2022 sau 2023.
În 18 august 2020 Comisia europeană propunea Parlamentului și Consiliului European decalări ale perioadelor pentru acordarea titlurilor de Capitale Europene ale Culturii pentru mai multe orașe, inclusiv pentru Timșoara, în 2023. Ulterior propunerea a fost acceptată.

### Ce și-au propus organizatorii
Organizatorii TM2023 și-au propus ca Timișoara să devină ”un oraș în care excelența culturală să primeze, oferind cetățenilor [...] încrederea că prin implicare și participare vom putea produce schimbări semnificative [...] ”.

## Programul cultural

### Evenimentele majore TM2023

#### Weekendul de deschidere, 17-19 februarie 2023
La Conferința de presă internațională din dimineața de vineri au participat peste 200 de jurnaliști, 40 de ambasadoriși peste 100 de membri ai corpului diplomatic, Margareta de România, custodele Coroanei regale și Principele Radu, premierul Nicolae Ciucă, miniștri ai Culturii din 5 țări, 24 de parlamentari și nouă europarlamentari, zeci de primari din țară, din orașe înfrățite, dar și din foste și viitoare capitale europene ale culturii. Nu a ajuns la deschidere președintele Klaus Iohannis, fost primar al Sibiului - Capitală Culturală Europeană în 2007. Comisarul european Adinea Vălean a înmânat oficial municipalității Premiul Melina Mercouri în valoare de 1,5 milioane euro.
La ora 16 a  fost vernisată la Muzeul Național de Artă Timișoara expoziția retrospectivă ”Victor Brauner : Invenții și magie”, dedicată artistului suprarealist român stabilit în 1938 la Paris, care a putut fi vizitată gratuit în weekendul deschiderii.  
Sala Palatul Culturii (Operei) a găzduit Ceremonia de Gală, care a inclus concerte cu Andrei Irimia & Joep Beving și a fost transmisă în direct de televiziunea publică.
Pentru marele public deschiderea a fost asociată cu ceea ce s-a întâmplat în Piața Unirii. Au creat o atmosferă entuziastă  concertele de pe scena mare cu Doctorul Sinteză și K-Lu, Implant pentru refuz, Taraf de Caliu și DJ Fritz Kalkbrenner (e adevărat că unele alegeri au  creat și controverse pe rețelele de socializare), dar și spectacolul de balet aerian Duchamp Pilot / Muare Experience din final, protagoniștii fiind prezenți și cu 11 ani în urmă, la Sibiu.